# Joan Baptista Vives i Marjà
Joan Baptista Vives i Marjà (València, 3 de maig de 1545 - Roma, 23 de febrer de 1632) fou el fundador del Pontifici Col·legi Urbanià de Propaganda Fide. Nascut al si d'una família d'humanistes, estudià a Roma, i es doctorà in utroque jura (és a dir, en els drets civil i canònic) el 1584. A Roma fou un personatge molt influent, intervingué en afers com a agent del rei Felip III de Castella, dels jurats de València, de la Inquisició espanyola, etc., i fou també ambaixador de la primera ambaixada permanent de regne del Congo a Roma entre els anys 1613 i 1622 (durant els regnats dels reis Àlvar II i Àlvar III del Congo). El 1589 fou ascendit a cambrer secret del papa, el 1607 nomenat ardiaca d'Alzira, i ordenat sacerdot el 1609. El 1605 feu construir a l'església de Montserrat de Roma una tomba nova per als papes, on foren traslladats el 1610. El 1622, quan Gregori XV fundà la Congregació Propaganda Fide, designà Vives com a prelat d'aquesta. Entre 1624 i 1626, oferí al papa Urbà VIII un edifici que havia comprat a Roma el 1613, el palau Ferratini, a canvi d'uns fons de beques per a la formació missionera, per a albergar-hi el col·legi que anteriorment havia fundat i mantingut en sa casa per a aquest fi amb l'ajuda dels teatins, on els sacerdots seculars de qualsevol nació poguessen estudiar i preparar-se per a les missions. La Congregació Propaganda Fide encarregà a Vives de preparar les regles i els estatuts del col·legi, i finalment, per la butla papal Immortalis Dei Filius, de l'1 d'agost de 1627, Urbà VIII acceptà la donació i les condicions de Vives, i s'inaugurà oficialment el col·legi sota el patronatge de sant Pere i sant Pau, amb el nom de Collegium Pontificium Urbanum. El 1628 proposà també una taxa del deu per cent sobre totes les contribucions a l'Església, destinada a Propaganda Fide per a mantenir les missions.